# Vlastimil Babula
Vlastimil Babula est un joueur d'échecs tchèque né le 2 octobre 1973 à Uherský Brod. 

## Biographie
Grand maître international depuis 1997, il a remporté deux fois le championnat de République tchèque (en 1993 et 2008) et la médaille d'argent au championnat du monde d'échecs junior de 1993.
Au 1er mai 2018, il est le neuvième joueur tchèque avec un classement Elo de 2 556 points.

## Championnat du monde et coupe du monde
Babula finit deuxième du championnat du monde junior en décembre 1993.
Lors du Championnat du monde de la Fédération internationale des échecs 1999, il fut éliminé par Tal Shaked au premier tour.
Lors de la Coupe du monde d'échecs 2011, il perdit au premier tour face à Zahar Efimenko (classé 2 706 points Elo à l'époque).

## Compétitions par équipe
Babula a représenté la République tchèque lors des douze olympiades de 1994 à 2016, remportant la médaille d'argent individuelle à l'échiquier de réserve lors de l'Olympiade d'échecs de 2010 avec une performance Elo de 2 668 points,.
Il a participé à huit championnats d'Europe par équipe de 1999 à 2015, remportant la médaille d'or individuelle au troisième échiquier en 2003 (la République tchèque finit sixième de la compétition en 2003 et huitième en 2013).